# Gantang, Anhui
Gantang är en köping i östra Kina. Den ligger i stadsdistriktet Huangshan i staden Huangshan i provinsen Anhui, omkring 190 kilometer sydost om provinshuvudstaden Hefei. Antalet invånare är 24 417. Befolkningen består av 12 029 kvinnor och 12 388 män. Barn under 15 år utgör 13,0 %, vuxna 15-64 år 78 %, och äldre över 65 år 8,0 %.